# Визни режим Белорусије
Визни режим Републике Белорусије представља политику државе у погледу захтева за улазак странаца на њену територију.

## Безвизни режим
Држављанима следећих држава није потребна виза за посету Белорусији:
| - Азербејџан - Грузија - Јерменија - Казахстан - Киргистан | - Молдавија - Русија - Таџикистан - Узбекистан |  |

| - Аргентина 1 - Бразил 1 - Венецуела | - Израел 2 - Монголија 1 - Украјина 2 |  |

| - Еквадор - Катар - Кина - Куба | - Макао 1 2 - Србија - Турска - УАЕ |  |

| - Македонија - Црна Гора |

| - Хонгконг |

### Посебни програми
Држављанима 80 држава није потребна виза за боравак до 30 дана уколико у Белорусију улазе преко Националног аеродрома Минск и до 10 дана ако посећују одређене делове Брестске области и Гродњенске области.